# Список умерших в 897 году

## Март
- Гвидо IV, герцог Сполето и маркграф Камерино (888/889—897), князь Беневенто (895—897).

## Август
- 11 августа — Вифред I, граф Урхеля и Сердани (870—897), граф Барселоны (878—897), Жироны (878—889 и 890—897) и Осоны (885—897).
- Стефан VI (VII), Папа Римский (896—897).

## Декабрь
- Роман, Папа Римский (897).
- Теодор II, Папа Римский (897).

## Дата смерти неизвестна или требует уточнения
- Браслав, последний князь Паннонской Хорватии, бывший вассалом Восточно-Франкского королевства.
- Аль-Бухтури, арабский поэт[1].
- Гаудерик Веллетрийский, католический церковный деятель.
- Геворг II Гарнеци, армянский церковно-государственный деятель, Католикос всех армян (877—897).
- Клонимир Строимирович, сербский князь.
- Косэ Канаока, японский придворный художник (кютэй гака) раннего периода Хэйан, первый крупный светский художник Японии и основатель первой в Японии художественной школы.
- Саид ибн Джуди, арабский поэт, предводитель восстания во времена правления омейядского эмира Кордовы Абдаллаха.
- Якуби, арабский историк, географ и путешественник.